# Jakubovany (Liptovský Mikuláš)
Jakubovany (1920–1946 slowakisch „Jakuboväny“; ungarisch Jakabfalu) ist eine Gemeinde im Norden der Slowakei mit 366 Einwohnern (Stand 31. Dezember 2024), die zum Okres Liptovský Mikuláš, einem Teil des Žilinský kraj, gehört und zur traditionellen Landschaft Liptau gezählt wird.

## Geographie

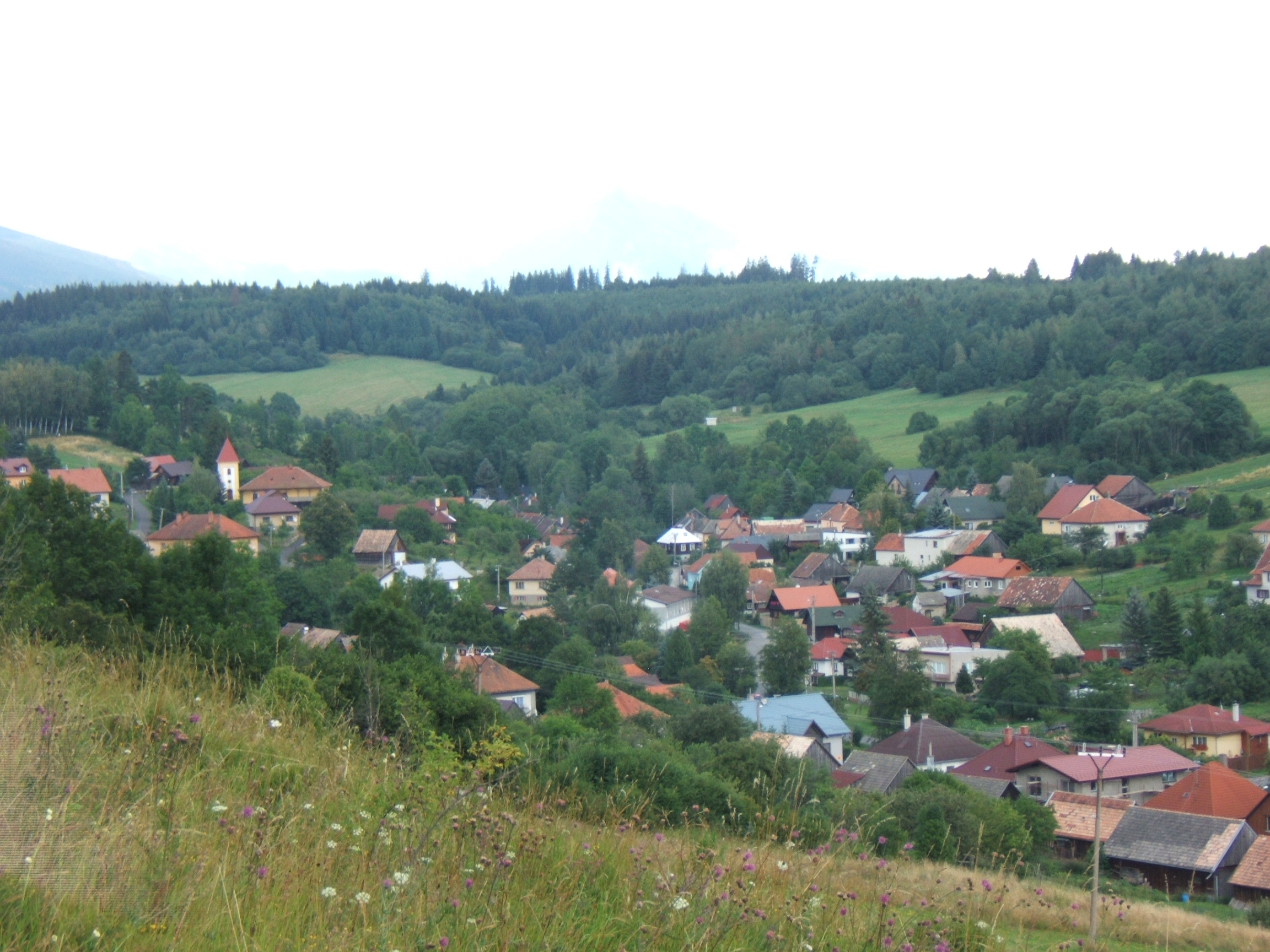
Blick auf Jakubovany

Die Gemeinde befindet sich im Mittelteil des Talkessels Liptovská kotlina (Teil der größeren Podtatranská kotlina) im Tal des Baches Trnovec, unterhalb der Westtatra. Das Ortszentrum liegt auf einer Höhe von 715 m n.m. und ist 11 Kilometer von Liptovský Mikuláš entfernt.
Zur Gemeinde gehört auch der 1924 eingemeindete Ort Hôra (1353 schriftlich erwähnt).
Nachbargemeinden sind Jamník im Norden und Osten, Liptovský Ondrej im Süden und Westen und Konská im Nordwesten.

## Geschichte
Auf dem heutigen Gemeindegebiet gab es die Siedlungen Hôra, Jakubovany und Javor, die später zu einem einzigen Ort verschmolzen. Javor wurde zum ersten Mal 1286, Jakubovany 1352 schriftlich erwähnt und erhielt den Namen nach dem örtlichen Patrozinium. Das Dorf war Besitz der Familien Pongrácz, teilweise Pottornay. 1784 hatte die Ortschaft Jakubovany 23 Häuser und 202 Einwohner, 1828 zählte man 27 Häuser und 179 Einwohner, die als Landwirte beschäftigt waren.
Bis 1918 gehörte der im Komitat Liptau liegende Ort zum Königreich Ungarn und kam danach zur Tschechoslowakei und schließlich zur Slowakei.

## Bevölkerung
| Jahr                | 1994 | 2004     | 2014    | 2024    |
| ------------------- | ---- | -------- | ------- | ------- |
| Anzahl der Personen | 534  | 425      | 402     | 366     |
| Unterschied         |      | −20,41 % | −5,41 % | −8,95 % |

| Jahr                | 2023 | 2024 |
| ------------------- | ---- | ---- |
| Anzahl der Personen | 366  | 366  |
| Unterschied         |      | +0 % |

Nach der Volkszählung 2011 wohnten in Jakubovany 389 Einwohner, davon 369 Slowaken sowie jeweils ein Magyare und Tscheche. 18 Einwohner machten keine Angabe zur Ethnie.
250 Einwohner bekannten sich zur Evangelischen Kirche A. B., 57 Einwohner zur römisch-katholischen Kirche, zwei Einwohner zur evangelisch-methodistischen Kirche sowie jeweils ein Einwohner zur griechisch-katholischen Kirche, zur orthodoxen Kirche und zur reformierten Kirche. Zwei Einwohner waren konfessionslos und bei 48 Einwohnern wurde die Konfession nicht ermittelt.